# 李敬民
李敬民（1930年6月—1997年1月），河北景县人，中华人民共和国政治人物。

## 生平
1970年1月，担任玉环县革委会党的核心小组组长。1971年9月至1972年9月，担任中共玉环县县委书记。